# Geek rock
Genres dérivés
Wizard rock
Le geek rock (nerd rock ou dork rock)  est un sous-genre musical dérivé du rock alternatif et un genre similaire au nerdcore qui, lui, est dérivé du hip-hop. Il se caractérise par l'usage d'instruments de musique électronique et d'instruments inhabituels comparés à ceux utilisés dans la musique rock ; des références à la culture geek et aux intérêts souvent banals ; avec un soupçon d'humour.

## Caractéristiques
Le geek rock se caractérise par l'usage significatif d'instruments de musique électronique et autres instruments moins typiques comme l'accordéon et le ukulélé. Dans les paroles, le genre se centre sur les thèmes habituels de la culture geek (comme la science-fiction, les comics et les jeux vidéo), les études, la technologie, et autres sujets connexes. Kyle Stevens des Kirby Krackle explique s'en servir pour leurs centres d'intérêt dans une entrevue effectuée en 2013 : « Pour nous maintenant, ce que l'on considère de rock 'nerd' ou 'geek' c'est ce qui caractérise nos passions ; ça peut parler de sujets traditionnellement geek, ou ça peut être une chanson qui explique à quel point on aime les tacos. En gros, ce sont des déclarations d'amour pour les choses auxquelles on est vraiment attachés. » L'ironie, l'autodérision et l'humour sont des éléments majeurs du genre. Tandis que la musique rock semble s'inspirer de ce qu'est ou ce que souhaite incarner son public masculin moyen, le geek rock se concentre sur des sujets banals et communs auquel son public, lui, peut facilement s'identifier.

## Histoire

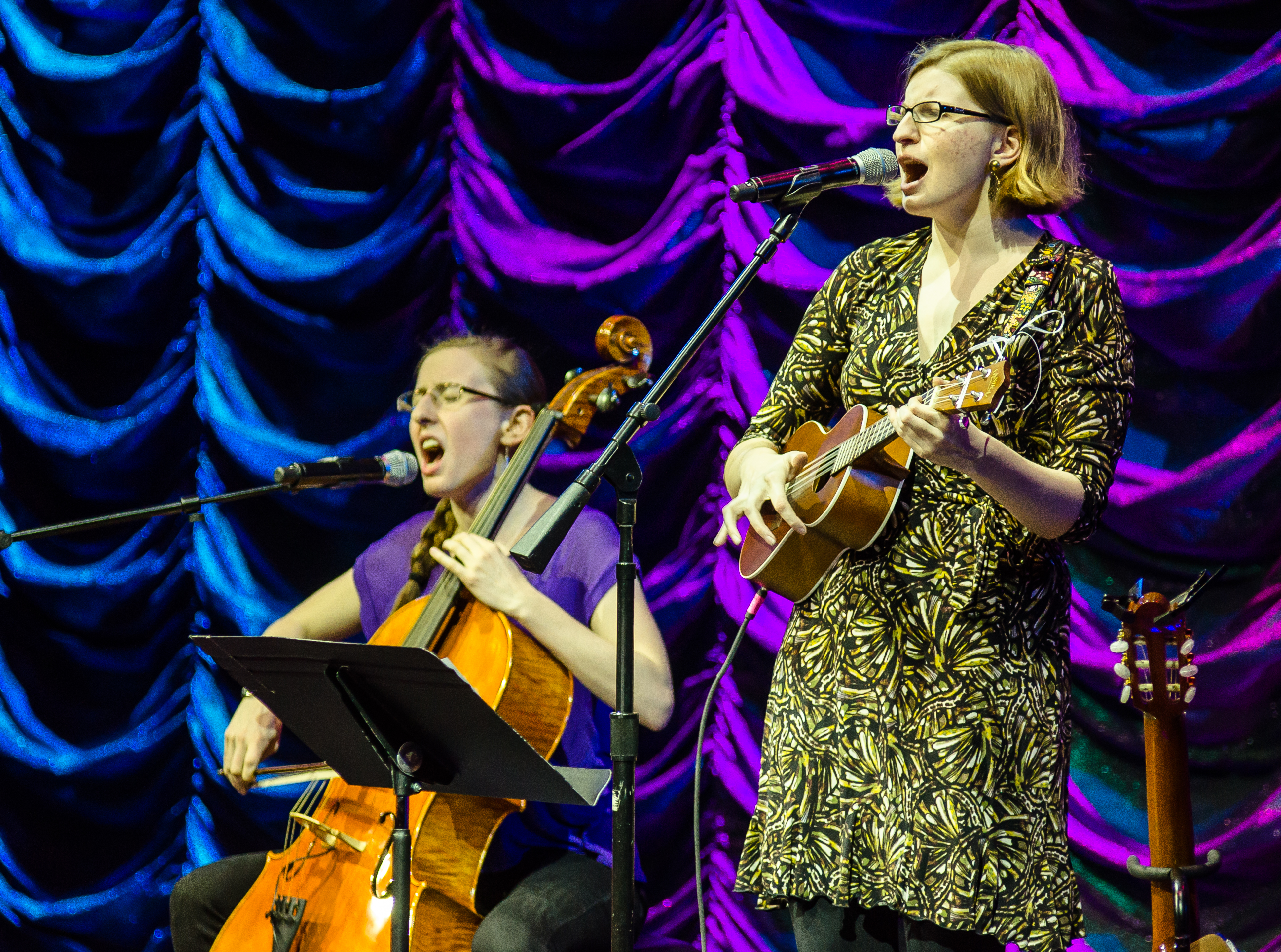
The Doubleclicks, Aubrey et Angela Webber, sur scène au JoCo Cruise Crazy 3.

Le premier groupe à s'autoproclamer « geek rock » semblerait être Nerf Herder. Le succès de l'album Flood de They Might Be Giants, publié en 1990, popularise la culture geek et le geek rock auprès d'un public moins restreint. Billboard décrit They Might Be Giants comme « les rois du Nerd-Rock. » D'une manière similaire, Weird Al Yankovic sont considérés comme les rois du nerd rock.
La catégorie de « proto-geek rock » regroupait des musiciens similaires avant que le terme ne soit utilisé et ceux ayant adopté la culture geek mais qui n'en faisaient eux-mêmes pas partie. Alex DiBlasi considère Frank Zappa comme le rockeur geek archétype et le précurseur du geek rock. Le terme « nerd rock » était auparavant utilisé dans un sketch de la série comique américaine Saturday Night Live, nommé par Anne Beatts après l'apparition de son invité Elvis Costello. Elle sort cette petite phrase : « c'est pas du punk rock ; c'est du nerd rock. » Ce sketch est le premier de la série The Nerds qui suit les mêmes personnages « nerd »,.

## Formes dérivés
Certains sous-genres et formes dérivés du geek rock se centrent sur une partie bien spécifique de la culture geek et des fandoms, ou dessous-genres de la musique rock.

### Nerd rock
Le nerd punk est un mélange de musique nerd et de punk rock. Il partage les caractéristiques du geek rock et inclut des groupes comme Thundering Asteroids! et 3d6.

### Twi-rock
Le twi-rock (ou twirock) est lancé par des fans de la série Twilight avec des groupes comme Bella Cullen Project,. Bien qu'initialement un succès, et rival du wizard rock, le genre twi-rock s'essouffle très vite,.

### Time Lord rock
Le Time Lord rock (ou trock) est lancé par le groupe britannique Chameleon Circuit en 2008, s'inspirant directement du wizard rock,,,. Le Time Lord rock est initialement dominé par les groupes britanniques et australiens, mais le genre parvient aux États-Unis avec des groupes comme Time Crash et la chanteuse Allegra Rosenberg,.

### Wizard rock
Le wizard rock (ou wrock) est lancé par des fans américains de Harry Potter avec des groupes comme Harry and the Potters au début des années 2000. Le sous-genre se popularise par la suite avec des centaines de groupes et établit son propre festival appelé Wrockstock.

## Artistes représentatifs
Des groupes et artistes représentatifs du genre incluent notamment : 3d6, alt-J, Andrew W.K., The Aquabats,, Barenaked Ladies, Ben Folds Five,, Chameleon Circuit, Jonathan Coulton, The Darkest of the Hillside Thickets, Dead Milkmen, The Decemberists, Daenerys and The Targaryens, Devo,, Thomas Dolby, The Doubleclicks,,, Dynamite Hack, Fortress of Attitude, Fountains of Wayne, The Four Eyes, The Franchise, Grandaddy, GWAR, H2Awesome!, Harry and the Potters, I Fight Dragons, Kirby Krackle,, Lemon Demon, Marc with a C, Minibosses, Moxy Früvous, Nada Surf, Nerf Herder, Ookla the Mok, Paul and Storm, The PDX Broadsides, Rush, Tenacious D, They Might Be Giants,,,, Thundering Asteroids!, Time Crash, Weezer,,, Weird Al Yankovic, Wheatus, The Young Knives, Kickban et Pixel Syndrome.